# Wijken en buurten in Lingewaal
De voormalige Nederlandse gemeente Lingewaal was voor statistische doeleinden onderverdeeld in wijken en buurten. De gemeente is verdeeld in de volgende statistische wijken:
- Wijk 00 Asperen (CBS-wijkcode:073300)
- Wijk 01 Heukelum (CBS-wijkcode:073301)
- Wijk 02 Vuren (CBS-wijkcode:073302)
- Wijk 03 Herwijnen (CBS-wijkcode:073303)

Een statistische wijk kan bestaan uit meerdere buurten. Onderstaande tabel geeft de buurtindeling met kentallen volgens het Centraal Bureau voor de Statistiek (2008):
| CBS-buurtcode | Buurtnaam                                  | Inwonertal | Opp. totaal (ha) | Opp. land (ha) | Ligging                |
| ------------- | ------------------------------------------ | ---------- | ---------------- | -------------- | ---------------------- |
| BU07330000    | Asperen Oude Kern                          | 1110       | 36               | 34             | Locatie in de gemeente |
| BU07330001    | Westelijke uitbreiding Asperen             | 1880       | 33               | 33             | Locatie in de gemeente |
| BU07330002    | Noord uitbreiding Asperen industrieterrein | 0          | 11               | 11             | Locatie in de gemeente |
| BU07330009    | Verspreide huizen Asperen                  | 130        | 250              | 233            | Locatie in de gemeente |
| BU07330100    | Heukelum Oude Kern                         | 600        | 18               | 15             | Locatie in de gemeente |
| BU07330101    | Uitbreiding Heukelum                       | 1460       | 35               | 34             | Locatie in de gemeente |
| BU07330102    | Spijk en Boveneind Spijk en Vogelswerf     | 1000       | 200              | 162            | Locatie in de gemeente |
| BU07330109    | Verspreide huizen Heukelum en Friezenwijk  | 180        | 316              | 273            | Locatie in de gemeente |
| BU07330200    | Vuren                                      | 1820       | 300              | 176            | Locatie in de gemeente |
| BU07330209    | Verspreide huizen Vuren                    | 250        | 1854             | 1831           | Locatie in de gemeente |
| BU07330300    | Herwijnen                                  | 2220       | 329              | 264            | Locatie in de gemeente |
| BU07330309    | Verspreide huizen Herwijnen                | 270        | 2078             | 1992           | Locatie in de gemeente |